# Władysławów (gmina Iłów)
Władysławów – wieś w Polsce położona w województwie mazowieckim, w powiecie sochaczewskim, w gminie Iłów.
W latach 1975–1998 miejscowość należała administracyjnie do województwa płockiego.